# ام‌زد ارابه‌ران
ام‌زد ارابه‌ران یک ستاره است که در صورت فلکی ارابه‌ران قرار دارد.